# Diego Marín (artista escénico)
Diego Antonio Marín Bucio conocido como Diego Marín es un artista escénico e intelectual de la danza mexicano. Destacado internacionalmente por su propuesta pionera en la creación colaborativa de danza con inteligencia artificial. Es autor del libro “Encarnando lo artificial” y de varios artículos académicos que sientan la bases teóricas de la danza IA. Marín Bucio propuso un marco conceptual que permite analizar la ontología de los procesos cocreativos de arte entre humanos y máquinas y un método para crear y ejecutar danza híbrida (humano-IA).
Es coreógrafo, bailarín, antropólogo y director de escena experimental. Sus contribuciones están relacionadas al arte posthumanista y su investigación se centra en la creatividad cinestésica y el acoplamiento rítmico corporal, en contextos humanos y no-humanos. En 2022, fue nominado al premio británico “Science and Research in Dance” en los One Dance UK Awards por su performance en vivo junto a un bailarín de inteligencia artificial presentado en el Leverhulme Centre for the Future of Intelligence.

## Trayectoria
Inició como coreógrafo en el Ballet Contemporáneo de Ciudad Hidalgo, en Michoacán, México, donde realizó una extensa ejecución de obras propias. Su trabajo engloba puestas en escena y arte intermedial que han sido presentados en México, Francia, Inglaterra, Italia, Bosnia, Noruega e India, destacando su exhibición en reconocidos escenarios como la Ópera Real de Bombay, el Teatro de la Ciudad Esperanza Iris y la sala Aulaen (Oslo).
Es graduado Erasmus del Consorcio Choreomundus (International Master in Dance Knowledge, Practice and Heritage). Fue estudiante visitante en la Universidad de Cambridge (CFI) y es investigador de doctorado en la Universidad de Oslo.
En 2024, presentó su proyecto de danza humano-IA “Dancing Embryo” en una gira internacional visitando México, España, Argentina, Inglaterra y Noruega.

## Repertorio y creación artística
La propuesta artística de Marín, tanto en escena como en medios audiovisuales, se caracteriza por la teatralidad física, la metonimia multimodal y la creación de atmósferas enigmáticas. Su trabajo reciente experimenta con tecnología computacional y con dispositivos interactivos y generativos de estímulos sonoros, visuales y kinemáticos.

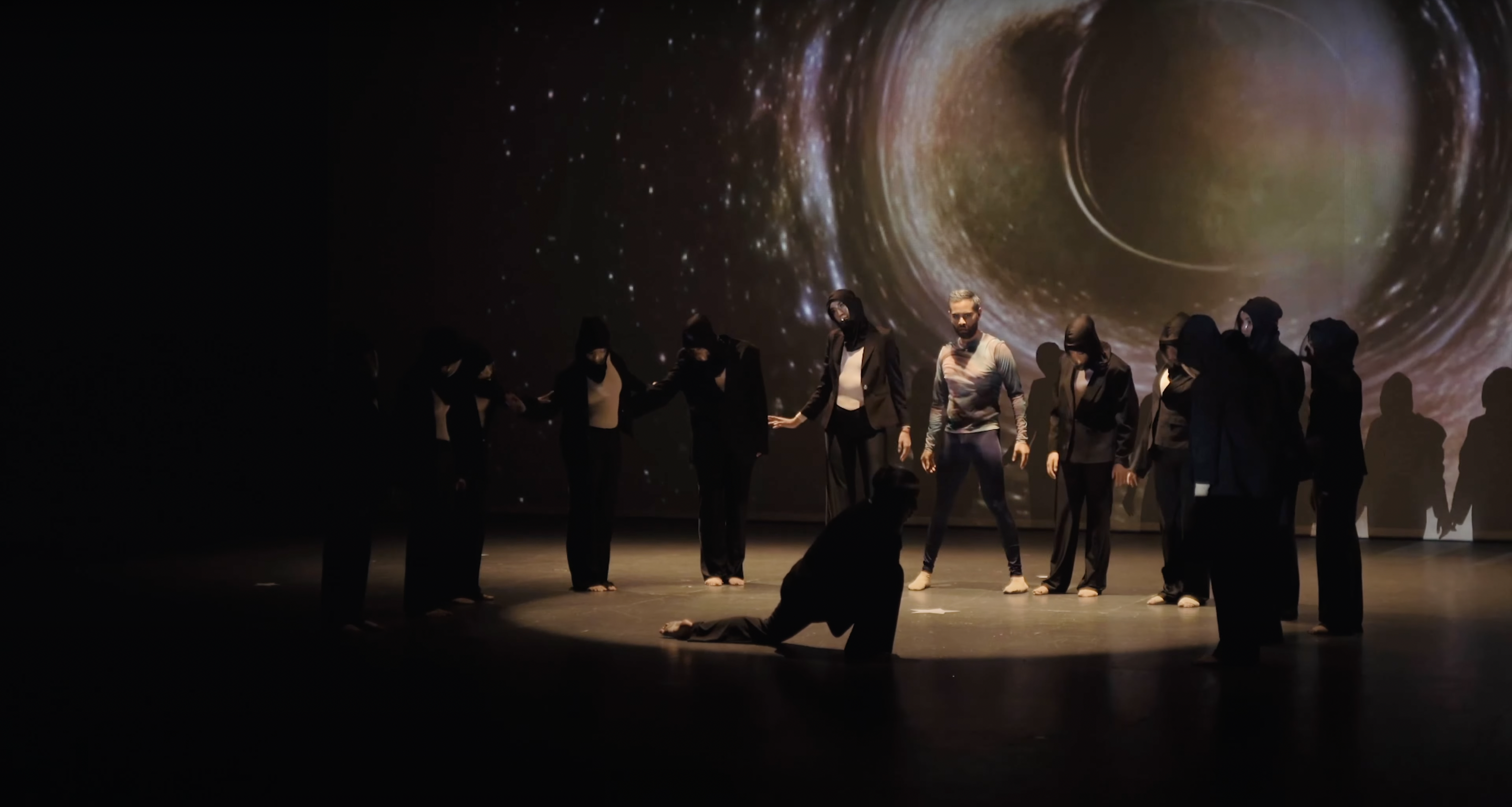
Presentación de la pieza (Be)coming en el Teatro Juárez de Zitácuaro, Michoacán (México, 2023).

###### Lista de coreografías y puestas en escena
- (Be)coming (2023) es una pieza coreográfica donde Marín presenta una ficción en la que una encarnación de Acuario atraviesa el Universo a través de un agujero de gusano para ayudar a la humanidad a recibir "la nueva era". Los personajes deben despojarse de todo artificio que les impida reconocerse a sí mismos y trascender a un nivel de conciencia que les permita cruzar el umbral del "yo soy" al "soy yo".[9][10]

- Dancing Embryo (2022) presenta una performance en tiempo real entre Diego Marín y una inteligencia artificial, en la que ambos generan, transforman y ejecutan danza. Esta performance conjunta desafía el estatus de la IA como herramienta, permitiéndole ser un agente creativo y una pareja de baile. Ambos, la IA y el humano, se enzarzan en una interacción cinestésica que da como resultado una danza híbrida creada por la inteligencia artificial y la humana. En el proyecto colabora con Benedikte Wallace, 6A9 y la IA.[11]
- Vacīvum (2020) es un boceto escénico multidisciplinar creado y dirigido por Marín junto a Umbra Dance Theatre. Forma parte de “Las puertas del vacío”, una puesta en escena que lleva al extremo los desafíos cotidianos enfrentados por un hombre afectado por las presiones sociales, financieras y humanas de la era posmoderna..[12]Presentación de la obra Hedónimal en el Teatro de la Ciudad 'Esperanza Iris' (Ciudad de México, 2021).

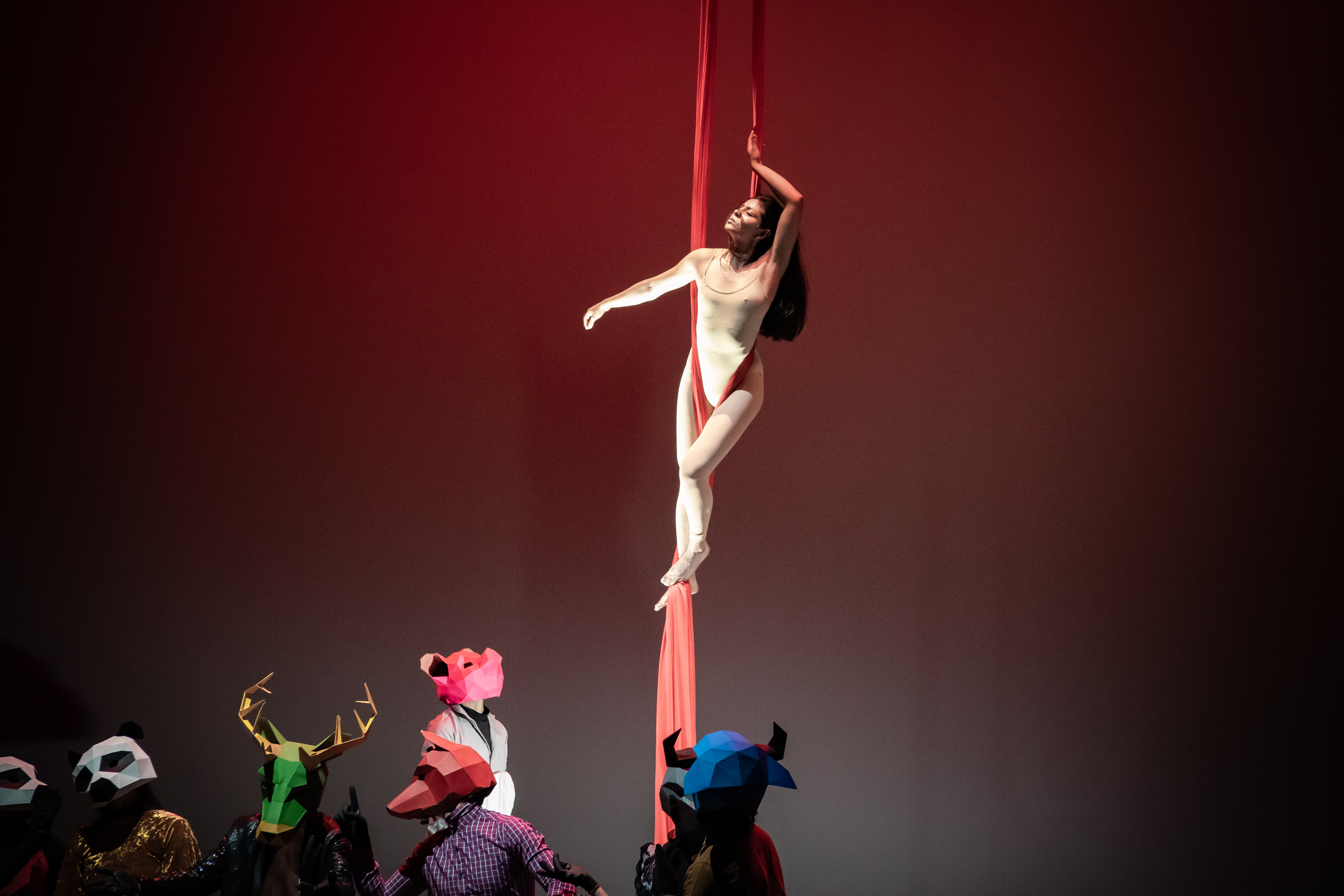
Presentación de la obra Hedónimal en el Teatro de la Ciudad 'Esperanza Iris' (Ciudad de México, 2021).

- En Hedónimal (2018) presenta un universo paralelo habitado por especies animales súper desarrolladas que explotan y se lucran del cuerpo humano, que termina por ser la especie dominada. El argumento de la obra es una transposición de la realidad que invita a la reflexión sobre la explotación de los animales en las industrias alimenticia y cosmética derivadas de las dinámicas sociales contemporáneas.[13][14][15]
- Mentes Futuras (2014) es una obra de danza moderna donde Marín expone una crítica a las consecuencias que trae la dependencia a la tecnología mediante una atmósfera distópica, donde se contrapone la realidad virtual y la natural.[16]

###### Videodanza
- The Secret of the blessed (2021) es un cortometraje de cinedanza coproducido por Marín y el compositor Noruego Magne H. Drageen, musicalizado y filmado en la catedral de Noruega Nidarosdomen. Fue estrenado en las Olimpiadas de la Cultura en 2021 (Sarajevo, Bosnia) y formó parte de la selección oficial del Choreo International Dance Film Festival 2022 (Francia).[17]La obra presenta un thriller donde un grupo de élite se reúne en secreto para ritualizar la llegada de un enigmático mensaje, donde una ruleta rusa desencadena la psicosis y la autodeterminación de un nuevo salvador que rinde homenaje al origen del poder.[18]

Otros videodanzas destacados son Soul reset (2021) y Time to socialise (2022).

## Investigación y publicaciones científicas

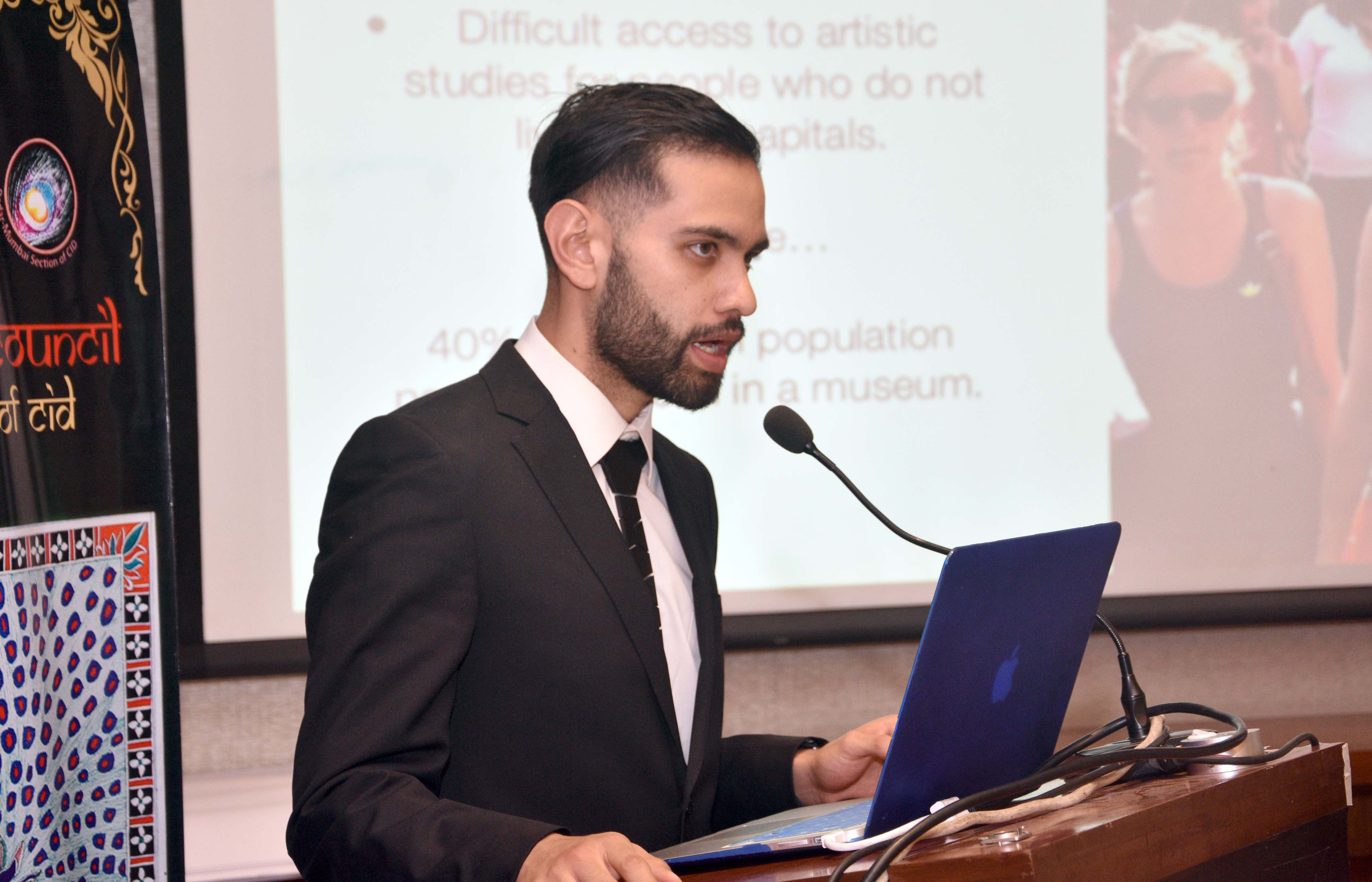
Diego Marín en el Congreso Mundial de Investigación de la Danza (Mumbai, 2018)

###### Publicaciones destacadas
Castellano
- Aproximaciones a la inteligencia artificial en la creación de danza: la IA como herramienta, títere o colaborador (2024).
- Consciencia intuitiva en la construcción de experiencias kinestésicas: un análisis estructural y fenomenológico de la creación dancística (2024)
- Hacia una danza posthumana: encarnando lo artificial (2024).
- Encarnando lo artificial: danza y co-creatividad humano-IA (2024).
- Danza y co-creatividad kinestésica Humano-IA (2023).

Inglés
- Dancing Embryo: Enacting Dance experience through Human-AI kinematic collaboration (2024).
- Imitation or Innovation? Translating Features of Expressive Motion from Humans to Robots (2024).
- Dance and Artificial Intelligence: using or collaborating? (2022).
- Dance creative processes during the Covid-19 pandemic. File 1: social distance in the studio (2021).

Publicaciones de otros autores sobre su trabajo
- Sobre “Encarnando lo artificial: danza y co-creatividad humano-IA” por Alejandra Ceriani (Universidad Nacional de la Plata, 2024).

### Danza de inteligencia artificial (IA)
En su libro “Encarnando lo artificial”, Marín teoriza la danza hecha por inteligencia artificial, acuña terminología para referir los niveles de interacción creativa con máquinas y establece un método de colaboración dancística humano-IA.
El libro registra los desafíos técnicos y conceptuales que afrontó para lograr cocrear danza con una inteligencia artificial y reflexiona sobre la génesis y la esencia de la danza, tanto humana como artificial.
En su postulado “Hacia una danza posthumana”, Marín Bucio plantea que la danza es el resultado de la combinación subjetiva de ciertas variables rítmicas y kinésicas que son perceptibles para el ser humano como individuo cultural y biológico. Define como “danza IA” al resultado kinésico perceptible como danza que es creado y ejecutado por una inteligencia artificial haciendo uso de sus propios recursos generativos.
Ha impartido cátedras universitarias sobre Antropología de la Danza y Arte Posthumanista en la Universidad de Cambridge, la Rambert School of Ballet and Contemporary Dance de Londres, Grupo PROEDUCA y en algunas universidades mexicanas.

## Premios y reconocimientos

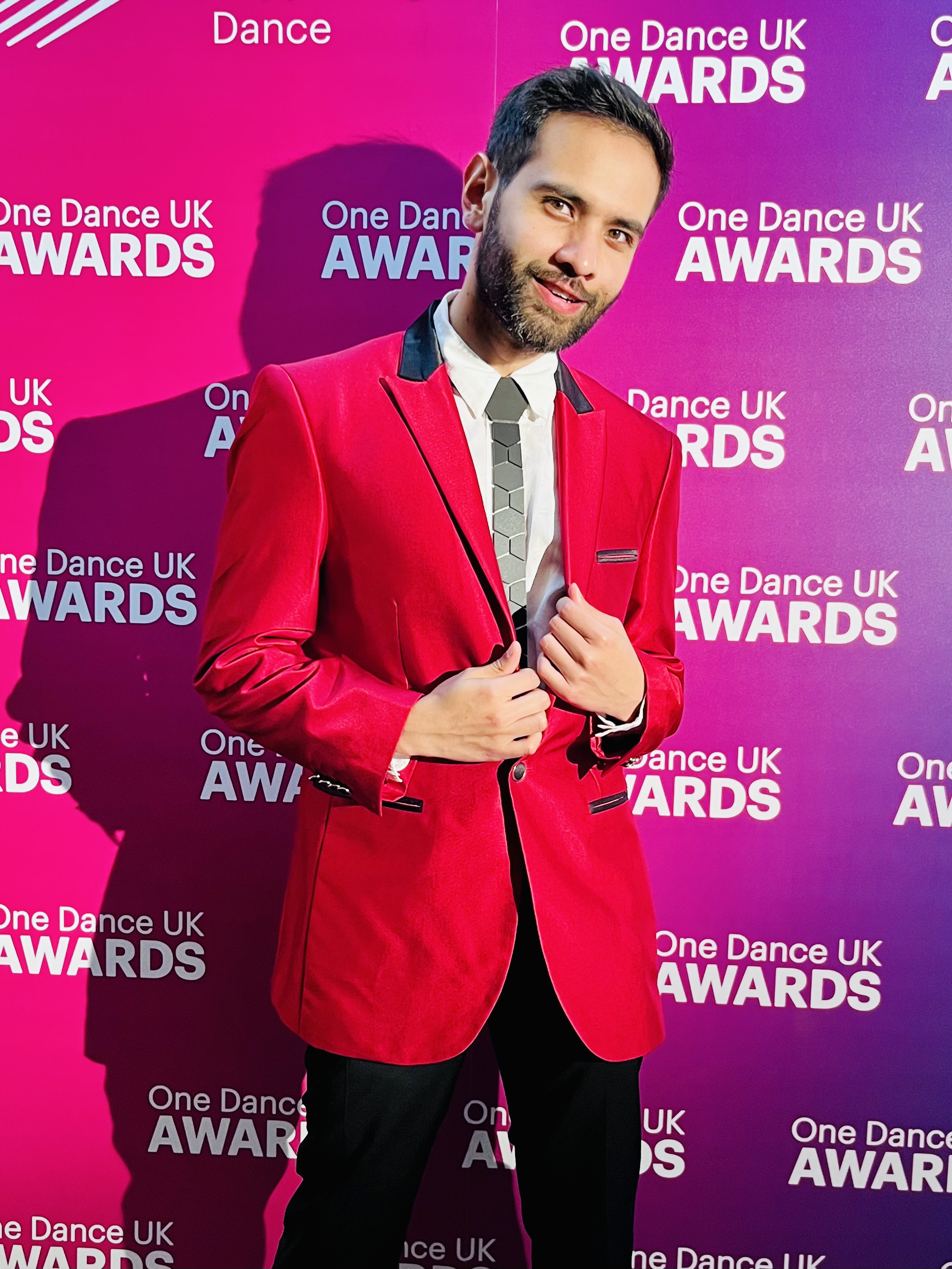
Diego Marín en la gala de premiación de los One Dance UK Awards 2022 (Bristol, Inglaterra).

Diego Marín fue nominado para recibir el premio Science and Research in Dance en los One Dance UK Awards 2022 (Organismo Nacional de Danza del Reino Unido) siendo uno de los tres finalistas por el premio entre mil competidores.En 2022, la revista michoacana Líderes lo colocó en la lista de los 20 jóvenes más destacados del estado de Michoacán.
En 2023, la edición #498 de la revista británica "Dance" (ISTD) publicó un artículo sobre su trayectoria artística destacando su propuesta de creación humano-máquina.Entre otros reconocimientos obtenidos destacan:
- Premio Rumbo Joven Trayectoria Global por el Instituto Mexicano de la juventud (2018)[26]
- Becas UNIR ANUIES-TIC 2019[28]
- Erasmus Mundus 2020-2022 (Comisión Europea)[25]
- Leverhulme Center for the Future of Intelligence Visiting Student Fellowship 2022 (University of Cambridge)
- Research Council of Norway Doctoral Research Fellowship 2023 (University of Oslo)
- Nombramiento como Delegado de la Cátedra de Diplomacia Cultural del Mexican Cultural Centre[24]
- Premio Municipal de la Juventud “Jóvenes con Grandeza” (2013 y 2019)[29]
- Mérito Cultural UNLA 2014 por la "Universidad Latina de América"[26]

## Divulgación de la danza
En su labor como promotor cultural, destaca la iniciativa “Con espacio hay danza” un proyecto de divulgación de la danza sustentado en la promoción del bienestar que es dirigido a poblaciones de baja interacción artística cultural de Michoacán. En 2018, el proyecto fue presentado ante delegados del CID Unesco como parte de las ponencias del tema Neuroaesthetics - new horizon in applying the science of the brain to the art of dance  y ha sido respaldado por instituciones culturales mexicanas como la Secretaría de Cultura y el Instituto Mexicano de la Juventud.
También colabora en la divulgación de la danza con su proyecto Umbra Campus en el canal digital de la Secretaría de Cultura de México "Contigo en la Distancia".